# Guàrdia Nacional Republicana
La Guàrdia Nacional Republicana (GNR) va ser un cos de seguretat pública que va existir en Espanya al començament de la Guerra Civil Espanyola, successor de la Guàrdia Civil en la zona republicana.
Va ser creada mitjançant decret del 29 d'agost de 1936, pel qual la Guàrdia Civil encara existent en la zona republicana passava a denominar-se Guàrdia Nacional Republicana. Donada la important extensió de la rebel·lió entre la Benemèrita, aquesta reorganització obeïa a l'interès del govern republicà per assegurar-se la fidelitat i fiabilitat dels guàrdies civils que s'havien mantingut fidels al govern durant el cop d'estat de juliol de 1936. El general José Sanjurjo y Rodríguez de Arias va ser nomenat Inspector General del cos fins al 19 d'octubre de 1937, quan va quedar integrat al nou Cos de Seguretat Interior.
El 27 de desembre de 1936 es va crear el nou Cos de Seguretat Interior, en el qual haurien d'integrar-se els membres de la GNR. No obstant això, el procés d'integració va ser lent a causa dels avatars de la contesa i va trigar algun temps. Per exemple, durant els fets de maig del 1937 a Barcelona la GNR encara estava operativa, arribant a intervenir al costat dels Guàrdies d'Assalt en els combats de carrer contra els milicians de la CNT-FAI i el Partit Obrer d'Unificació Marxista. A la fi de 1937 es va completar la reorganització de les últimes restes de la Guàrdia Republicana, amb el que va desaparèixer definitivament.